# Komunizem
Komunizem (communis, 'skupen, univerzalen') je leva do skrajno leva družbenopolitična, filozofska in ekonomska ideologija znotraj socialističnega gibanja, katerega cilj je vzpostavitev komunistične družbe, gospodarsko-družbene ureditve, ki temelji na skupnem lastništvu proizvajalnih sredstev, distribucije in vrednosti, pri čemer so dobrine po potrebah dodeljene vsem v družbi. Vključuje tudi odsotnost zasebne lastnine, družbenih razredov, denarja in države. Komunisti si pogosto prizadevajo za prostovoljno samoupravo, vendar se ne strinjajo glede sredstev za dosego tega cilja. To odraža razliko med bolj libertarnim pristopom komunizacije, revolucionarne spontanosti in delavskega samoupravljanja ter bolj avantgardističnim ali partijskim pristopom z razvojem ustavne socialistične države, ki ji sledi odmiranje države. Komunizem se kot ena izmed glavnih ideologij na političnem spektru uvršča na levo krilo poleg socializma, komunistične stranke in komunistična gibanja pa so bila večkrat opisana kot radikalno ali skrajno leva.
V preteklosti so se razvile raznovrstne različice komunizma, med drugim anarho-komunizem, marksistična šola in verski komunizem. Komunizem vključuje različne šole, ki na splošno vključujejo marksizem, leninizem in libertarni komunizem, pa tudi politične ideologije, združene okoli obeh. Vsem tem različnim ideologijam je skupna analiza, da sedanji družbeni red izhaja iz kapitalizma, njegovega gospodarskega sistema in načina proizvodnje, da v tem sistemu obstajata dva glavna družbena razreda, med katerima je odnos izkoriščevalski in da je ta položaj mogoče rešiti le z družbeno revolucijo. Ta dva razreda sta proletariat (delavski razred), ki predstavlja večino prebivalstva v družbi, ki mora, če želi preživeti, svoje delo prodajati, ter buržoazija (kapitalistični razred), majhna manjšina, ki ima v zasebni lasti proizvodna sredstva, s pomočjo katerih zaposluje delavski razred z namenom pridobitve dobička. Po tej analizi bi komunistična revolucija na oblast postavila delavski razred in s tem vzpostavila skupno lastnino, ki je glavni element preoblikovanja družbe v komunistični način proizvodnje.
Komunizem v svoji sodobni obliki je zrasel iz evropskega socialističnega gibanja v 19. stoletju, ki je kapitalizem krivil za bedo mestnih tovarniških delavcev. V 20. stoletju so v nekaterih delih sveta na oblast prišle navidezno komunistične vlade, ki so zagovarjale marksizem-leninizem in njegove različice. Sprva se je to z oktobrsko revolucijo v Sovjetski zvezi zgodilo leta 1917, po drugi svetovni vojni pa še v delih Vzhodne Evrope, Azije in v nekaterih drugih regijah. Skupaj s socialno demokracijo je komunizem v začetku dvajsetih let 20. stoletja postal prevladujoča politična usmeritev v mednarodnem socialističnem gibanju. Večino 20. stoletja je približno tretjina svetovnega prebivalstva živela pod komunističnimi vladami. Za te vlade, ki so bile s strani drugih levičarjev in socialistov kritizirane, je bila značilna enopartijska vladavina komunistične stranke, zavračanje zasebne lastnine in kapitalizma, državni nadzor nad gospodarskimi dejavnostmi in množičnimi mediji, omejevanje verske svobode ter zatiranje opozicije in nasprotovanja. Po razpadu Sovjetske zveze leta 1991 je več prej komunističnih vlad zavrnilo ali popolnoma odpravilo komunistično vladavino. Pozneje je ostalo le majhno število nominalno komunističnih vlad, in sicer Kitajska, Kuba, Laos, Severna Koreja in Vietnam. Z izjemo Severne Koreje so vse te države začele dopuščati večjo gospodarsko konkurenco, hkrati pa ohranile enostrankarsko vladavino.
Medtem ko je Sovjetska zveza kot prva nominalno komunistična država na svetu povzročila, da se je komunizem pogosto povezoval s sovjetskim gospodarskim modelom, številni raziskovalci trdijo, da je model v praksi deloval kot oblika državnega kapitalizma. Javni spomin na komunistične države 20. stoletja je opisan kot bojišče med anti-antikomunizmom in antikomunizmom. Številni avtorji so pisali o množičnih pobojih v komunističnih režimih in stopnjah umrljivosti, kot je na primer presežna umrljivost v Sovjetski zvezi v času Josipa Stalina, ki ob razpravljanju o komunizmu in dediščini komunističnih držav ostajajo kontroverzne, polarizirane in sporne tematike v akademskih krogih, zgodovinopisju in politiki.

## Etimologija in terminologija
Komunizem smo v slovenščino prevzeli iz nemške besede Kommunismus, kar je v 19. stoletju skovana beseda iz latinskih korenov communis in pripone isme. Semantično lahko communis prevedemo v »od skupnosti ali za skupnost«, medtem ko je isme pripona, ki označuje abstrakcijo v stanje, pogoj, dejanje ali doktrino. Komunizem je mogoče razlagati kot »stanje v/za skupnost(i)«; ta semantična sestava je privedla do številnih uporab besede v njenem razvoju. Preden se je beseda začela povezovati s sodobnejšim pojmovanjem gospodarske in politične organizacije, se je uporabljala za označevanje različnih družbenih razmer. Komunizem se je nato začel povezovati predvsem z marksizmom, bolj specifično s Komunističnim manifestom, ki je predlagal posebno vrsto komunizma.
Ena od prvih uporab te besede v sodobnem pomenu je pismo, ki ga je Victor d'Hupay poslal Restifu de la Bretonnu okoli leta 1785 v katerem se opisuje kot auteur communiste (»komunistični avtor«). Leta 1793 je Restif prvič uporabil communisme za opis družbene ureditve, ki temelji na egalitarizmu in skupni lastnini. Restif je ta izraz pogosto uporabljal v svojih delih in je bil prvi, ki je komunizem opisal kot obliko vladavine. Za prvo uporabo besede v angleščini je zaslužen John Goodwyn Barmby, ki je to storil okoli leta 1840.

### Komunizem in socializem
Od štiridesetih let 19. stoletja se komunizem običajno razlikuje od socializma. Sodobna opredelitev in uporaba slednje se je uveljavila v šestdesetih letih 19. stoletja in je prevladala nad alternativnimi izrazi asociativizem (fourierizem), kooperativa in mutualizem, ki so se prej uporabljali kot sopomenke.
Zgodnja razlika med komunizmom in socializmom je, da je bil cilj socializma le socializacija proizvodnje, medtem ko je bil cilj komunizma socializacija proizvodnje in potrošnje (v obliki skupnega dostopa do končnega blaga). To razliko lahko opazimo v Marxovem komunizmu, kjer razdelitev izdelkov temelji na načelu »vsakemu toliko, kolikor potrebuje« v nasprotju s socialističnim načelom »vsakemu toliko, kolikor zmore«. Socializem je opisan kot filozofija, ki si prizadeva za distributivno pravičnost, komunizem pa kot podvrsta socializma, ki daje prednost ekonomski enakosti kot obliki distributivne pravičnosti.
Do leta 1888 so marksisti uporabljali besedo socializem namesto komunizem, ki je veljala za staromodno sopomenko za prvi pojem. Socializem se je začel označevati kot ločena stopnja med kapitalizmom in komunizmom šele z boljševiško revolucijo leta 1917, ki jo je uvedel Vladimir Lenin kot sredstvo za obrambo boljševiškega prevzema oblasti pred tradicionalno marksistično kritiko, ki je trdila, da ruske proizvodne sile niso dovolj razvite za socialistično revolucijo. Razlikovanje med besedama komunist in socialist kot opisa političnih ideologij se je pojavilo leta 1918, ko se je Ruska socialdemokratska delavska stranka preimenovala v Vserusko komunistično partijo, pri čemer so je začela beseda komunist posebej nanašati na socialiste, ki so podpirali politiko in teorije boljševizma, leninizma in kasneje v 20. letih 20. stoletja marksizma-leninizma, čeprav so se komunistične partije še naprej označevale kot socialisti, ki se zavzemajo za socializem.
Tako komunizem kot socializem sta se sčasoma uskladila s kulturnim odnosom privržencev in nasprotnikov do religije. V evropskem krščanstvu je komunizem veljal za ateistični način življenja. V protestantski Angliji je bila beseda komunizem preveč fonetično podobna rimskokatoliškemu obredu obhajila (communion rite), zato so se angleški ateisti raje označili za socialiste. Friedrich Engels je dejal, da je bil leta 1848, ko je bil prvič objavljen Komunistični manifest, socializem na celini ugleden, komunizem pa ne; owenovci v Angliji in fourieristi v Franciji so veljali za ugledne socialiste, medtem ko so se delavska gibanja, ki so »razglašala nujnost popolne družbene spremembe«, označila za komunistična. V tej zadnji veji socializma sta komunistično delo ustvarila Étienne Cabet v Franciji in Wilhelm Weitling v Nemčiji. Medtem ko so liberalni demokrati na revolucije leta 1848 gledali kot na demokratično revolucijo, ki je dolgoročno zagotovila svobodo, enakost in bratstvo, so marksisti obsodili leto 1848 kot izdajo idealov delavskega razreda s strani buržoazije, ki je bila brezbrižna do legitimnih zahtev proletariata.
Po podatkih Oxfordskega priročnika o Karlu Marxu (The Oxford Handbook of Karl Marx) »je Marx za postkapitalistično družbo uporabljal številne izraze—pozitivni humanizem, socializem, komunizem, kraljestvo svobodne individualnosti, svobodno združenje proizvajalcev itd. Te izraze je uporabljal povsem izmenično. Pojma 'socializem' in 'komunizem' kot različni zgodovinski stopnji sta mu tuja in sta v leksikon marksizma vstopila šele po njegovi smrti.« Enciklopedija Britannica navaja: »O tem, kako natančno se komunizem razlikuje od socializma, se razpravlja že dolgo, vendar razlikovanje v veliki meri temelji na tem, da komunisti sledijo revolucionarnemu socializmu Karla Marxa.«

### Povezana uporaba in komunistične države
V Združenih državah Amerike se komunizem, podobno kot socializem, pogosto uporablja kot slabšalni izraz, predvsem v zvezi z avtoritarnim socializmom in komunističnimi državami. Po nastanku Sovjetske zveze kot prve nominalno komunistične države na svetu se je izraz začel pogosto povezovati z marksizmom-leninizmom in sovjetskim modelom gospodarskega načrtovanja. Po mnenju Rachel Walker je marksizem-leninizem prazen pojem, ki je odvisen od pristopa in podlage vladajočih komunističnih strank ter je dinamičen in odprt za redefinicije, pri čemer je v pomenu hkrati stalen in nestalen. Martin Malia v svojem eseju »Presojanje nacizma in komunizma« (Judging Nazism and Communism) opredeli kategorijo »generičnega komunizma« kot vsako komunistično strankarsko gibanje, ki ga vodijo intelektualci; ta krovni izraz omogoča združevanje tako različnih režimov, kot sta radikalni sovjetski industrializem in antiurbanizem Rdečih Kmerov. Alexander Dallin meni, da zamisel o združevanju različnih držav, kot sta npr. Afganistan in Madžarska, nima ustrezne razlage.
Čeprav zahodni zgodovinarji, politologi in mediji uporabljajo izraz komunistična država za države, v katerih vladajo komunistične stranke, se te države same ne opisujejo kot komunistične ali trdijo, da so dosegle komunizem, temveč se imenujejo socialistične države, ki so v procesu izgradnje komunizma. Komunistične države so zase uporabljale naslednje izraze: nacionalno-demokratična, ljudska demokratična, socialistično usmerjena ter delavsko-kmečka država.

## Zgodovina

### Zgodnji komunizem
Richard Pipes meni, da se je zamisel o brezrazredni, egalitarni družbi prvič pojavila v antični Grčiji, od 20. stoletja pa se razpravlja tudi o antičnem Rimu, med drugim o mislecih, kot so Aristotel, Cicero, Demosten, Platon in Tacit, pri čemer se zlasti o Platonu govori kot o možnem teoretiku komunizma ali socializma oziroma kot o prvem avtorju, ki je resno razmišljal o komunizmu. Gibanje Mazdak iz 5. stoletja v Perziji (današnji Iran) je bilo opisano kot komunistično, saj je izpodbijalo ogromne privilegije plemiških razredov in duhovščine, kritiziralo institucijo zasebnega premoženja in si prizadevalo za vzpostavitev egalitarne družbe. V nekem obdobju so obstajale različne majhne komunistične skupnosti, običajno pod navdihom verske literature. V srednjeveški krščanski Cerkvi so si nekatere meniške skupnosti in redovi delili zemljo in drugo premoženje. Kot sta povzela Janzen Rod in Max Stanton, so huteriti verjeli v strogo spoštovanje svetopisemskih načel, cerkveno disciplino in prakticirali neke vrste komunizem. Huteriti so v svojih skupnostih »vzpostavili strog sistem Ordnungov, ki so bili kodeksi pravil in predpisov, ki so urejali vse vidike življenja in zagotavljali enotno perspektivo. Kot gospodarski sistem je bil komunizem privlačen za številne kmete, ki so podpirali socialno revolucijo v srednji Evropi 16. stoletja.« To povezavo je v enem od svojih zgodnjih spisov poudaril Karl Marx, ki je dejal: »tako kot je Kristus posrednik, na katerega človek prenese vso svojo božanskost, vse svoje verske vezi, je država posrednik, na katerega prenese vso svojo brezbožnost, vso svojo človeško svobodo«. Thomas Müntzer je med nemško kmečko vojno vodil veliko anabaptistično komunistično gibanje, ki ga je Friedrich Engels leta 1850 analiziral v svojem delu Nemška kmečka vojna. Marksistični komunistični etos, ki si prizadeva za enotnost, odraža krščanski univerzalistični nauk, da je človeštvo eno in da obstaja samo en bog, ki ne razlikuje med ljudmi.
Komunistična misel izhaja tudi iz del angleškega pisatelja Thomasa Mora iz 16. stoletja. More je leta 1516 v traktatu Utopija opisal družbo, ki temelji na skupnem lastništvu premoženja, vladarji pa jo upravljajo z uporabo razuma in vrlin. Marksistični komunistični teoretik Karl Kautsky, ki je marksistični komunizem v zahodni Evropi populariziral bolj kot katerikoli drug mislec razen Engelsa, je objavil delo Thomas More in njegova Utopija o Mooru, katerega ideje bi po mnenju Kautskega lahko šteli za »prapodobo modernega socializma«. Med boljševiško revolucijo v Rusiji je Vladimir Lenin predlagal, da se Mooru poleg drugih pomembnih zahodnih mislecev postavi spomenik.
V 17. stoletju se je komunistična misel ponovno pojavila v Angliji, kjer je puritanska verska skupina, znana pod imenom Diggers (Kopači), zagovarjala ukinitev zasebne lastnine zemlje. Eduard Bernstein je leta 1895 v knjigi Cromwell in komunizem zapisal, da je več skupin med angleško državljansko vojno (zlasti Diggers) zagovarjalo jasne komunistične, agrarne ideale in da je bil odnos Oliverja Cromwella do teh skupin v najboljšem primeru ambivalenten in pogosto sovražen. Kritika ideje zasebne lastnine se je nadaljevala v obdobju razsvetljenstva v 18. stoletju z misleci, kot so Abbé de Mably, Jean Meslier, Étienne-Gabriel Morelly in Jean-Jacques Rousseau v Franciji. Med pretresi francoske revolucije se je komunizem kot politična doktrina pojavil pod okriljem Gracchusa Babeufa, Restifa de la Bretonne in Sylvaina Maréchala, ki jih lahko po mnenju Jamesa H. Billingtona štejemo za začetnike sodobnega komunizma.
V začetku 19. stoletja so različni socialni reformatorji ustanavljali skupnosti, ki so temeljile na skupnem lastništvu. Za razliko od mnogih prejšnjih komunističnih skupnosti so verski poudarek zamenjali z racionalno in dobrodelno podlago. Omembe vredne sta tudi Robert Owen, ki je leta 1825 ustanovil New Harmony v Indiani, in Charles Fourier, čigar privrženci so organizirali druge naselbine v Združenih državah Amerike, kot je Brook Farm leta 1841. V svoji sodobni obliki je komunizem zrasel iz socialističnega gibanja v Evropi v 19. stoletju. Z napredovanjem industrijske revolucije so socialistični kritiki krivili kapitalizem za bedo proletariata—novega razreda mestnih tovarniških delavcev, ki so delali v pogosto nevarnih razmerah. Med temi kritiki sta bila predvsem Karl Marx in njegov sodelavec Friedrich Engels. Leta 1848 sta Marx in Engels ponudila novo definicijo komunizma in izraz popularizirala v svojem slavnem pamfletu Komunistični manifest.

### Revolucionarni val 1917–1923
Oktobrska revolucija v Rusiji je leta 1917 ustvarila pogoje za vzpon boljševikov Vladimirja Lenina na državno oblast, kar je bilo prvič, da je ta položaj dosegla katera koli odkrito komunistična stranka. Revolucija je oblast prenesla na Vseruski kongres sovjetov, v katerem so imeli večino boljševiki. Dogodek je v marksističnem gibanju sprožil veliko praktičnih in teoretičnih razprav, saj je Marx trdil, da bosta socializem in komunizem zgrajena na temeljih, ki jih je postavil najnaprednejši kapitalistični razvoj; carska Rusija pa je bila tedaj ena najrevnejših držav v Evropi z ogromnim, večinoma nepismenim kmečkim prebivalstvom in manjšino industrijskih delavcev. Marx je svaril pred poskusi, »da bi mojo zgodovinsko skico geneze kapitalizma v Zahodni Evropi spremenili v zgodovinsko-filozofsko teorijo o marche générale (dobesedno generalnem pohodu), ki ga usoda naloži vsakemu ljudstvu ne glede na zgodovinske okoliščine, v katerih se znajde«, in dejal, da bi lahko Rusija z Obščino preskočila fazo vladavine buržoazije. Menjševiki (manjšina) so nasprotovali Leninovemu načrtu boljševikov (večina) za socialistično revolucijo, preden se kapitalistični način proizvodnje bolj ne razvije. Uspešen vzpon boljševikov na oblast je temeljil na geslih, kot so »Kruha, miru, zemlje!«, ki so izkoristila množično željo javnosti po končanju ruske vpletenosti v prvo svetovno vojno, zahtevo kmetov po zemljiški reformi in podporo sovjetom.
Do novembra 1917 je bila ruska začasna vlada široko diskreditirana, saj se ni umaknila iz prve svetovne vojne, izvedla zemljiške reforme ali sklicala ruske ustavodajne skupščine za pripravo ustave, zaradi česar so Sovjeti de facto prevzeli nadzor nad državo. Boljševiki so z oktobrsko revolucijo oblast predali drugemu vseruskemu kongresu Sovjetov delavskih in vojaških poslancev; po nekaj tednih razprav so Levi socialisti-revolucionarji od novembra 1917 do julija 1918 z boljševiki oblikovali koalicijsko vlado, desna frakcija Socialistične revolucionarne stranke pa je bojkotirala Sovjete in obsodila oktobrsko revolucijo kot nezakonit državni udar. Na volitvah v rusko ustavodajno skupščino leta 1917 so socialistične stranke prejele več kot 70 % glasov. Boljševiki so bili jasni zmagovalci v mestnih središčih in dobili približno dve tretjini glasov vojakov na zahodni fronti, skupno 23,3 % glasov; Socialistični revolucionarji so zasedli prvo mesto zaradi podpore podeželskega kmečkega prebivalstva, ki je večinoma volilo samo eno vprašanje, in sicer zemljiško reformo, ter prejeli 37,6 % glasov; tretje mesto je zasedel Ukrajinski socialistični blok z 12,7 % glasov; na razočarano četrto mesto pa so se uvrstili Menjševiki z le 3,0 % glasov. Večino sedežev Socialistične revolucionarne stranke je dobila desna frakcija. Zaradi zastarelih volilnih seznamov, ki niso priznavali strankarskega razkola, in konfliktov skupščine s Kongresom Sovjetov je boljševiško-levičarska socialistično-revolucionarna vlada januarja 1918 predlagala razpustitev ustavodajne skupščine. Osnutek odloka o razpustitvi ustavodajne skupščine je izdal Centralni izvršni odbor Kongresa Sovjetov, odbor, v katerem je prevladoval Lenin, ki je prej podpiral večstrankarske svobodne volitve. Po boljševističnem porazu je Lenin začel skupščino označevati kot »zavajajočo obliko buržoazno-demokratičnega parlamentarizma«. To je privedlo do razvoja avantgardizma, v katerem je hierarhična partijska elita nadzorovala družbo, kar je povzročilo razkol med anarhizmom in marksizmom ter prevlado leninskega komunizma, ki je večino 20. stoletja izključeval konkurenčne socialistične tokove.
Drugi komunisti in marksisti, zlasti socialdemokrati, ki so se zavzemali za razvoj liberalne demokracije kot predpogoja za socializem, so bili do Boljševikov od začetka kritični, saj so menili, da je Rusija preveč zaostala za socialistično revolucijo. Odborni komunizem in levi komunizem, ki sta se zgledovala po novembrski revoluciji v Nemčiji in proletarskem revolucionarnem valu, sta nastala kot odziv na dogajanje v Rusiji in sta kritična do samooklicanih ustavno socialističnih držav. Nekatere levičarske stranke, na primer Socialistična stranka Velike Britanije, so se hvalile, da so boljševike in posledično tiste komunistične države, ki so sledile sovjetskemu boljševiškemu modelu razvoja ali se po njem zgledovale, konec leta 1917 označile za vzpostavitev državnega kapitalizma, kot so ga v 20. stoletju opisali številni akademiki, ekonomisti in drugi znanstveniki, ali planskega gospodarstva. Preden je sovjetska razvojna pot postala znana kot socializem, ki spominja na dvostopenjsko teorijo, komunisti med socialističnim načinom proizvodnje in komunizmom niso delali večje razlike; ta je skladna z zgodnjimi koncepti socializma in je pripomogla k njihovemu oblikovanju, v katerih zakon vrednosti ne usmerja več gospodarske dejavnosti. Denarna razmerja v obliki menjalne vrednosti, dobička, obresti in mezdnega dela ne bi delovala in se uporabljala v marksističnem socializmu.
Medtem ko je Josif Stalin izjavil, da zakon vrednosti še vedno velja za socializem in da je Sovjetska zveza po tej novi opredelitvi socialistična, čemur so sledili tudi drugi komunistični voditelji, mnogi drugi komunisti ohranjajo prvotno opredelitev in trdijo, da komunistične države nikoli niso vzpostavile socializma v tem smislu. Lenin je svojo politiko opisal kot državni kapitalizem, vendar jo je razumel kot potrebno za razvoj socializma, ki po mnenju levičarskih kritikov ni bil nikoli vzpostavljen, medtem ko nekateri marksisti-leninisti trdijo, da je bil vzpostavljen šele v Stalinovi in Maovi dobi, nato pa sta postali kapitalistični državi, ki so jim vladali revizionisti; drugi trdijo, da je bila maoistična Kitajska vedno državnokapitalistična, in zagovarjajo komunistično Albanijo kot edino socialistično državo po stalinovi Sovjetski zvezi, ki naj bi socializem prvič dosegla s sovjetsko ustavo iz leta 1936.

### Komunistične države

#### Sovjetska zveza
Vojni komunizem je bil prvi sistem, ki so ga zaradi številnih izzivov boljševiki sprejeli med rusko državljansko vojno. Kljub temu da ima v imenu besedo komunizem, ni imel nič skupnega s komunizmom, saj so bili delavci strogo disciplinirani, stavke so bile prepovedane, delo je bilo obvezno, nadzor je bil vojaški in opisan kot preprost avtoritarni nadzor boljševikov za ohranjanje moči in nadzora v sovjetskih regijah, ne pa kot kakšna koherentna politična ideologija. Sovjetska zveza je bila ustanovljena leta 1922. Pred splošno prepovedjo leta 1921 je bilo v komunistični partiji več frakcij, med njimi zlasti Leva opozicija, Desna opozicija in Delavska opozicija, ki so razpravljale o razvojni poti. Leva in Delavska opozicija sta bili bolj kritični do državno-kapitalističnega razvoja, zlasti Delavska je bila kritična do birokratizacije in razvoja od zgoraj, medtem ko je Desna opozicija bolj podpirala državno-kapitalistični razvoj in zagovarjala novo ekonomsko politiko. Po Leninovem demokratičnem centralizmu so bile leninistične stranke organizirane na hierarhični osnovi, s široko bazo aktivnih celic članov. Sestavljali so jih le elitni kadri, ki so jih višji člani partije potrdili kot zanesljive in popolnoma podrejene partijski disciplini. Trockizem je prehitel leve komuniste kot glavni disidentski komunistični tok, medtem ko so bolj libertarni komunizmi, ki segajo v čas libertarnega marksističnega toka svetovnega komunizma, ostali pomembni disidentski komunizmi zunaj Sovjetske zveze. Velika čistka v letih 1936–1938 je bil poskus Josifa Stalina, da bi uničil morebitno opozicijo znotraj Komunistične partije Sovjetske zveze. Na moskovskih procesih so po obtožbi in priznanju krivde zarote proti Sovjetski zvezi bili umrčeni številni stari boljševiki, ki so med rusko revolucijo ali pozneje v Leninovi sovjetski vladi igrali vidno vlogo, med njimi Lev Kamenjev, Grigorij Zinovjev, Aleksej Rikov in Nikolaj Buharin.
Zaradi opustošenja druge svetovne vojne je bil izveden obsežen program obnove, ki je vključeval obnovo industrijskih obratov, stanovanj in prometa ter demobilizacijo in migracijo milijonov vojakov in civilistov. Sredi teh pretresov je Sovjetska zveza pozimi 1946–1947 doživela najhujšo naravno lakoto v 20. stoletju. Resnega nasprotovanja Stalinu ni bilo, saj je tajna policija morebitne osumljence še naprej pošiljala v gulage. Odnosi z Združenimi državami Amerike in Veliko Britanijo so se spremenili iz prijateljskih v sovražne, saj sta državi obsodili Stalinov politični nadzor nad Vzhodno Evropo in berlinsko blokado. Leta 1947 se je začela hladna vojna. Stalin je verjel, da je kapitalizem votla lupina, ki bo razpadla pod večjim nevojaškim pritiskom, ki so ga izvajali prek posrednikov v državah, kot je Italija. Zelo je podcenjeval gospodarsko moč Zahoda in namesto zmagoslavja doživel izoblikovanje zahodnih zavezništvev, katerih namen je bil trajno ustaviti ali zadržati sovjetsko ekspanzijo. V začetku leta 1950 je Stalin odobril invazijo Severne Koreje na Južno Korejo, saj je pričakoval kratko vojno. Bil je osupel, ko so Američani vstopili v vojno ter severnokorejsko vojsko pregnali skoraj vse do sovjetske meje. Stalin je podprl vstop Kitajske v korejsko vojno, ki je Američane pregnala nazaj na predvojne meje, vendar je njena prisotnost močno zaostrila razmere. Združene države so se odločile, da bodo mobilizirale svoje gospodarstvo za dolgotrajno tekmovanje s Sovjeti, izdelale vodikovo bombo in okrepile zvezo NATO, ki je takrat pokrivala Zahodno Evropo.
Gorlizki in Khlevniuk menita, da je bil Stalinov dosledni in glavni cilj po letu 1945 utrditi status velesile in ob vse večji telesni oslabelosti ohraniti svojo popolno oblast. Stalin je ustvaril sistem vodenja, ki je odražal zgodovinski carski slog paternalizma in represije, a je bil hkrati tudi precej sodoben. Na vrhu je osebna zvestoba Stalinu štela vse. Stalin je ustanovil tudi vplivne odbore, na višje položaje povzdignil mlajše strokovnjake in začel z velikimi institucionalnimi inovacijami. Stalinovi poslanci so v času preganjanja gojili neformalne norme in medsebojne dogovore, ki so bili temelj za kolektivno vladavino po njegovi smrti. Večina zahodnjakov in protikomunističnih Rusov na Stalina gleda pretežno negativno kot na množičnega morilca, precejšnje število Rusov in Gruzijcev pa ga ima za velikega državnika in graditelja države.

#### Kitajska
Po kitajski državljanski vojni je leta 1949 Mao Cetung skupaj s komunistično partijo Kitajske prišel, nacionalistična vlada pod vodstvom Kuomintanga pa je pobegnila na otok Tajvan. V letih 1950–1953 je Kitajska v korejski vojni sodelovala v obsežni, neuradni vojni z Združenimi državami Amerike, Južno Korejo in silami Združenih narodov. Čeprav se je vojna končala s pat položajem, je Mao dobil priložnost, da na Kitajskem prepozna in očisti elemente, ki so se zdeli naklonjeni kapitalizmu. Sprva je tesno sodeloval s Stalinom, ki je poslal tehnične strokovnjake, da bi pomagali pri procesu industrializacije po sovjetskem modelu iz tridesetih let dvajsetega stoletja. Po Stalinovi smrti leta 1953 so se odnosi z Moskvo poslabšali—Mao je menil, da so Stalinovi nasledniki izdali komunistični ideal. Sovjetskega voditelja Nikito Hruščova je obtožil, da je vodja »revizionistične klike«, ki se je obrnila proti marksizmu in leninizmu ter zdaj pripravlja teren za restavracijo kapitalizma. Do leta 1960 sta se državi znašli na meji sovražnosti. Obe sta začeli sklepati zavezništva s komunističnimi podporniki po vsem svetu, s čimer sta svetovno gibanje razdelili na dva sovražna tabora.
Mao Cetung in njegov glavni sodelavec Deng Šjaoping sta zavrnila sovjetski model hitre urbanizacije, zato sta v letih 1957–1961 sprožila t. i. veliki skok naprej, da bi čez noč industrializirala Kitajsko in za osnovo namesto velikih mest uporabila kmečke vasi. Zasebno lastništvo zemlje se je končalo, kmetje pa so delali na velikih kolektivnih kmetijah, ki so zdaj morale zagnati težko industrijo, kot so jeklarne. Obrati so bili  zaradi pomanjkanja tehničnih strokovnjakov, upravljavcev, prevoza ali potrebnih objektov zgrajeni na oddaljenih lokacijah. Industrializacija je bila neuspešna, glavna posledica pa je bil nepričakovan močan upad kmetijske proizvodnje, ki je povzročil množično lakoto in milijone smrtnih žrtev. V letih velikega skoka naprej je dejansko prišlo do gospodarskega nazadovanja, saj so bila leta 1958 do 1961 edina leta med letoma 1953 in 1983, ko je kitajsko gospodarstvo beležilo negativno rast. Politični ekonomist Dwight Perkins trdi: »Ogromne količine naložb so povzročile le skromno povečanje proizvodnje ali pa te sploh ni bilo. ... Skratka, veliki skok je bil zelo draga katastrofa.« Deng, ki je bil zadolžen za reševanje gospodarstva, je sprejel pragmatično politiko, kateri pa idealistični Mao ni podpiral. Mao se je za nekaj let omaknil v ozadje, a se kmalu v središče dogajanja vrnil s kulturno revolucijo (1966–1976) v kateri se je znebil Denga in njegovih zaveznikov.
Kulturna revolucija je bil pretres, ki je bil med letoma 1966 in 1976 usmerjen proti intelektualcem in partijskim voditeljem. Maov cilj je bil očistiti komunizem prokapitalistov in tradicionalistov z vsiljevanjem maoistične ortodoksije znotraj Komunistične partije Kitajske. Gibanje je politično ohromilo Kitajsko ter jo za več let gospodarsko, kulturno in intelektualno oslabilo. Na milijone ljudi so obtožili, ponižali, jim odvzeli oblast, jih zaprli, ubili ali pa najpogosteje poslali na delo kot kmetijske delavce. Mao je vztrajal, da je treba tiste, ki jih je označil za revizioniste, odstraniti z nasilnim razrednim bojem. Najpomembnejša borca sta bila vojaški maršal Lin Bjao in Maova žena Džjang Čing. Kitajska mladina se je na Maov poziv odzvala z ustanavljanjem skupin rdeče garde po vsej državi. Gibanje se je razširilo na vojsko, mestne delavce in samo vodstvo komunistične partije. Povzročilo je obsežne frakcijske spopade na vseh področjih življenja. V najvišjem vodstvu je prišlo do množičnega čiščenja visokih uradnikov, ki so bili obtoženi, da so se odločili za »kapitalistično pot«, predvsem Lju Šaoči in Deng Šjaoping. V istem obdobju se je Maov kult osebnosti razširil do izjemnih razsežnosti. Po Maovi smrti leta 1976 so bili preživeli rehabilitirani in mnogi so se vrnili na oblast.
Maova vlada je bila zaradi lakote, preganjanja, zaporniškega dela in množičnih usmrtitev odgovorna za po ocenah od 40 do 80 milijonov smrtnih žrtev. Poleg tega pa je Mao pogosto slavljen za to, da je Kitajsko iz polkolonije spremenil v vodilno svetovno velesilo, ki je močno napredovala na področju pismenosti, pravic žensk, osnovnega zdravstvenega varstva, osnovnega izobraževanja in pričakovane življenjske dobe.

## Teoretični sistem
Kot teoretični sistem družbene in ekonomske ureditve naj bi bil komunizem vrsta enakopravne družbe brez proizvodnje v zasebni lasti, denarja in družbenih razredov. Vse bi bilo torej družbena last. Komunizem potemtakem pomeni tudi spremembo v ljudeh, njihovega razumevanja in celotnih družbenih odnosov. Povedano drugače, v komunizmu je vsa lastnina v lasti celotne skupnosti, vsi ljudje pa imajo enak družbeni in ekonomski položaj. Teoretično gledano v komunizmu človeška potreba po napredku zaradi revščine ne ostane nezadovoljena, temveč je zadovoljena s porazdelitvijo sredstev ljudem po potrebi. Tako je komunizem pogosto omenjen kot ureditev, ki naj bi rešila delavce iz kapitalističnega kroga revščine (zgodnji kapitalizem, ki ni bil korigiran s socialno državo). Zato naj bi se po prepričanju komunistov komunistične revolucije najprej zgodile predvsem v najbolj razvitih kapitalističnih državah, a so praviloma dogajale predvsem v slabo industrializiranih ali neindustrializiranih državah.
Komunizem delimo na dve fazi: socializem, ki je neke vrste nižja oblika komunizma, in višjo fazo - komunizem. Socializem naj bi izšel iz kapitalizma in je nekakšna prehodna faza, ki še vedno vsebuje sledi stare, kapitalistične ureditve, medtem ko komunizem nastopi na lastni osnovi. 
Po Karlu Marxu se družba ne more preobraziti iz kapitalizma v komunizem takoj. Zahteva vmesno obdobje, ki ga Karl Marx imenuje diktatura proletariata. Komunistična družba, ki jo napoveduje Karl Marx in ki naj bi izšla iz kapitalizma, se v praksi še ni uresničila in obstaja zgolj v teoriji. Težave pri implementaciji teoretičnega koncepta so se pokazale pri praktično vseh prevzemih oblasti s strani političnih sil, ki so same sebe imenovale za komunistične.
Komunizem naj bi bil osnovan na visoki produktivnosti dela, planskem in družbenem nadzoru. Ukinjeni naj bi bili družbeni razredi in razlike med njimi, država, politične stranke in politične funkcije naj ne bi več obstajali. Izginile naj bi razlike med mestom in vasjo, med intelektualnim in fizičnim delom naj ne bi bilo nasprotij. Ko delo postane ne samo sredstvo za življenje, marveč življenjska potreba, šele tedaj naj bi bilo mogoče reči, kot je povedal  Marx: »Od vsakega toliko, kolikor zmore in vsakemu toliko, kolikor potrebuje.« To je morda najbolj znano geslo komunistične družbe.
Družbeni sistem temelji predvsem na teoretičnih predpostavkah, ki so jih zastavili Karl Marx, Friedrich Engels in Vladimir Iljič Lenin.
Marx se je zavedal, da obstajajo različne oblike komunizma, toda tista, ki jo je imel v mislih kot zadnji stadij zgodovinskega razvoja, podrazumeva temeljni preobrat človeške narave: človek se pomiri sam s seboj, z družbo in z naravo. Druge, primitivnejše oblike komunizma, ki so obstajale v zgodovini, so se zadovoljile z ukinitvijo zasebne lastnine, da bi nastala družbena lastnina. Toda tak komunizem so označili za posplošeni kapitalizem, češ da njegov cilj ni bit človeka, marveč to, da človek nekaj poseduje. 
Komunizem je ostro nasprotje tržne družbe, saj z ukinjanjem zasebnega lastništva ukine posedovalniški odnos človeka do narave in drugih ljudi. Narava se bo humanizirala, človek naturaliziral. 
Komunizem naj bi presegel vsakršno obliko zunanje prisile, tako bi človek delal zaradi svoje svobodne odločitve in v taki svobodni proizvodnji razvil svoje ustvarjalne sposobnosti. Končni cilj je torej popolna odsotnost prisile in svobodna proizvodnja..

## Politični okvir
Politična opredelitev komunizma je bolj sporna kot njegova teoretična podlaga. Za komuniste so se v zgodovini deklarirali tudi politični voditelji, stranke in gibanja, ki to niso bila, so si pa na tak način lahko pridobila naklonjenost Sovjetske zveze. Hladna vojna je povzročila nered pri razumevanju, kaj je komunizem in kaj se opredeljuje kot komunistično.
Glavni dolgoročni motiv oktobrske revolucije je bil nastanek komunizma. Tako je Sovjetska zveza postala prva država, ki je svojo družbeno ureditev vsaj teoretično utemeljila na Marxovih, Engelsovih in Leninovih teoretičnih dognanjih oz. napovedih. Ni nepomembno, da so to državo takoj po nastanku oz. koncu prve svetovne vojne vojaško napadle številne države, prejšnje zaveznice iz Antante: Poljska s francosko pomočjo z njenega ozemlja, Velika Britanija z Črnega morja in severa, desantne enote ZDA so se izkrcale pri Murmansku, Arhangelsku in pri Vladivostoku, Japonci pri Vladivostoku, politično in vojaško so podprli belo gardo in v obrambo pred komunizmom pomagali pri vzponu fašizma ter nacizma. To je Sovjetsko Zvezo pahnilo v mednarodno osamo vse do začetka druge svetovne vojne, kar je izkoristil Josif Stalin, da je lahko Leninovo obliko komunizma kot diktature delavcev in kmetov preusmeril v popolno diktaturo partijskega vodstva. Prave zaveznike je pridobila šele v obdobju po drugi svetovni vojni, ko so komunistične politične stranke prevzele oblast v mnogih vzhodnoevropskih državah. Drugi val zavezništev pa je sledil v obdobju po Stalinovi smrti  in dekolonizacije, ko so številne osvobojene države rešitev svoje zaostalosti našle v komunistični teoriji in sovjetskem vzoru. Tako je bilo v drugi polovici 70. let 20. stoletja skupaj več kot 20 držav v vzhodni Evropi, Aziji in Afriki, pa tudi Latinski Ameriki (Kuba), katerih politični sistemi so sledili modelu "realnega socializma", sprva vzpostavljenega v Sovjetski zvezi in nato njeni neposredni soseščini.
Prav tako ni nepomembno, da Rusija oziroma iz nje izšla Sovjetska zveza ni bila država, za katero bi marksistična misel sodila, da je primerna za nastanek socializma oziroma komunizma, saj je bila dokaj zaostala.
Klasiki marksizma so postavili sledeča merila za socialistično graditev:
- Socializem je pričakovati kot možnost tedaj, ko kapitalizem izčrpa svoje zgodovinske možnosti. To pomeni, da mora razvita buržoazna družba doseči neko zrelost, predvsem pa je nujna gospodarska razvitost.
- Delavski razred mora biti močan in njegovo jedro v industrijskem proletariatu. Iz njegovih vrst naj bi bilo revolucionarno vodstvo in sploh naj bi iz njega prihajale temeljne pobude družbene preobrazbe.
- Ta razred mora imeti razvito zavest in biti mora primerno organiziran.
- V nekem smislu je socialistična revolucija disrupcija, razdor, prekinitev in ukinitev buržoaznega reda, po drugi strani pa je tudi nadaljevanje in preseganje tega reda. Socializem naj bi bil dedič vseh pozitivnih vrednot prejšnjega reda, še posebej na področju osebnih svoboščin. Prav gotovo pa naj bi novi sistem vključeval že uveljavljene kulturne vrednote.

Neposredni odmev na oktobrsko revolucijo je nastanek Kominterne (Komunistične internacionale), ki je nastala v Moskvi 4. marca 1919. Njen velik poudarek je bil na mednarodni proletarski solidarnosti, kar je bila spodbuda številnim demonstracijam in dviga zavesti delavskega razreda.
V Evropi je moč govoriti o revolucionarnem valu, ki je bil najmočnejši v Nemčiji in na Madžarskem. Prav Nemčija je bila ključna za uspeh svetovne revolucije, ki so jo mnogi pričakovali. Toda tamkaj je bila močnejša socialdemokracija, ki je pristajala na reformistične ideje. Le Spartakovci, levo revolucionarno krilo nemške socialdemokratske stranke, so imeli potencial postati revolucionarna avantgarda. Vodila sta jih Karl Liebknecht in Rosa Luxemburg. Toda Spartakovci so bili premalo odločni, da bi lahko izpeljali revolucijo. Bavarska sovjetska republika, ki jo je kratek čas vodil Kurt Eisner, ni bila komunistični projekt in je bila v osnovi nemarksistična, neodvisna od Rusije in inspirirana z drugačnim, nerealnim idealizmom. Na Madžarskem se je v tistem času oblikovala Madžarska republika sovjetov, ki ima z rusko revolucijo več stičnih točk. Pomembna osebnost madžarskega prevrata je bil Béla Kun, vodja tamkajšnje komunistične partije. Sovjetska republika je bila proglašena 21. marca 1919. Pritisk antante je bil izjemno velik in tako je republika ob tuji intervenciji (zlasti so bile brutalne in odločilne romunske čete) padla že avgusta tistega leta.
Sledila je stabilizacija Sovjetske zveze, po izbruhu druge svetovne vojne pa so se razmere precej spremenile. Zaradi odpora proti nacizmu in fašizmu so komunistična gibanja in stranke pridobila podporo širše javnosti, zato so imeli ponekod zares močno podporo in so legitimno prevzele oblast. Toda s politološkega vidika je novonastale politične sisteme, ki so zrasli v vzhodni Evropi (kasneje pa tudi drugod), nepravilno imenovati za komunistične, kar so nenazadnje priznavali tudi sami njihovi politični teoretiki in so zato tem sistemom nadeli oznako realsocialistični, češ da so to sistemi, ki so v danih razmerah edino mogoči, toda še vedno na poti h komunizmu. 
Morda bi lahko na grobo dejali, da je komunizem kot politično gibanje postal bolj radikalna (ostra) veja širšega socialističnega gibanja. Komunistično gibanje se od ostalih vej socializma loči po želji, da bi v končnem obdobju razvoja do popolnosti odpravil vse oblike tržne družbe, po odločitvi nekaterih komunistov, da za dosego padca kapitalizma uporabijo tudi revolucionarne metode z nasiljem ter osredotočenjem na mednarodni delavski razred kot ključni dejavnik te revolucije. Stranke, ki so se označevale za komunistične in so uspele v boju za oblast v državi, so pogosto privedle v avtoritarno oziroma totalitarno vladavino z omejevanjem človekovih pravic in svoboščin ter preganjanjem drugače mislečih oz. "razrednih sovražnikov", "sovražnikov ljudstva", disidentov ipd. Tem elementom komunističnega gibanja nasprotujejo anarhokomunisti, trockisti in drugi.

## Komunizem in religija
Države s komunistično partijo na oblasti, so prepovedovale vpletanje cerkvenih organizacij v politiko ter javno življenje. Komunizem je na podlagi materialistične filozofije prepričeval ljudi, da je religija "opij ljudstva", verski aktivizem izven sakralnih objektov, pa je bil prepovedan, zaradi česar so imeli goreči privrženci cerkva lahko tudi hude težave.  Čeprav sta že Marx in Engels v komunističnem manifestu navedla, da religija v komunistični družbi ne bo preveč dobrodošla, je komunistično preganjanje religije prvi začel izvajati Lenin, takoj po oktobrski revoluciji. Ta je v svoji knjigi Socializem in Religija dejal: "Religija je ena od oblik duhovnega zatiranja, ki povsod močno obremenjuje množice ljudi, ki so preobremenjeni s svojim nenehnim delom za druge, s pomanjkanjem in osamljenostjo." Čeprav se je preganjanje in zatiranje religije izvajalo v vseh komunističnih državah, pa se je to najbolj izvedlo v Albaniji pod vodstvom Enverja Hoxhe, kjer so komunisti porušili in uničili več kot polovico cerkva, mošej, kapel, samostanov in drugih verskih objektov.
V času Jugoslavije je bila uradno sicer razglašena, vendar je bila religija torelirana v samo zasebni sferi. Npr. Božič in Velika Noč nista bila dneva dela prosta dneva, javno obeleževanje verskih praznikov pa je bilo preganjano. Jugoslovani, ki niso bili člani komunistične partije, so imeli omejene poklicne možnosti, zato so se mnogi, ki niso podpirali komunističnih idej in vizij, kljub vsemu vpisali v partijo. Ko so se po vojni stare zamere začele pozabljati in se je družba začela demokratizirati, se je tudi odnos oblasti do cerkve in verujočih začel spreminjati. Jože Smole je kot predsednik slovenske SZDL in eden vidnejših komunistov leta 1986 voščil vsem vernikom vesel božič, zaradi česar se ga je prijel vzdevek Božiček.

### Komunizem in Rimsko-katoliška cerkev
Katoliška Cerkev je v svoji zgodovini večkrat uradno odločno zavrnila komunizem kot idejo, ki lahko pripomore k odpravi socialnih krivic v svetu. Takšna zavrnitev je vsebovana v encikliki papeža Leona XIII. Rerum Novarum iz leta 1891 in v enciklikah papeža Pija XI. Quadragesimo Anno iz leta 1931 ter Divini Redemptoris iz leta 1937.

## Komunizem danes
V teoretično-filozofskem smislu je komunizem živ v zamislih marksizma, ki še vedno ponuja možen pogled na zgodovino in zgodovinski razvoj človeštva. Pogled se z vse pogostejšimi in globljimi krizami ter z degradacijo in ogrožanjem ravnovesja narave, v zadnjem času zopet popularizira. Gl. Slavoj Žižek in Alain Badiou sta organizirala izjemno odmevno konferenco na to temo.
Socialistične države, kjer so na oblasti komunistične stranke ali stranke, ki so izšle iz svetovnega komunističnega sistema 20. stoletja z ustavno zagotovljenim monopolom oblasti, so:
- Ljudska republika Kitajska
- Kuba
- Laos
- Severna Koreja
- Vietnam

Od teh sta le še Severna Koreja in Kuba v bistvu ohranili tudi družbenoekonomski sistem, ki še ni podvržen zakonitostim kapitalizma. 

## Mednarodna obsodba komunizma
Evropski parlament je z resolucijo med totalitarne režime, uvrstil tudi komunistične diktature. Resolucija skupaj omenja totalitarne in nedemokratične komunistične režime, nacizem in dolgotrajne fašistične diktature v Grčiji, Španiji ter na Portugalskem. 
V slovenskem kontekstu med žrtve totalitarnega režima sodijo poleg žrtev povojnih izvensodnih pobojev tudi žrtve političnih procesov, in druge osebe, ki so desetletja po revoluciji doživljali krivice, zapostavljanje in izključevanje zato, ker idejno, nazorsko in politično niso bili ustrezali nazorom Komunistične partije.. Med žrtve totalitarnega komunizma uvrščamo tudi zapornike Golega otoka, ki so bili v večini primerov člani KPJ, in so bili izvensodno poslani na »prevzgojo« v času akutnega informbirojskega spora, kot tudi osebe, preganjanje na osnovi neupravičeno strogih zakonov o političnih prekrških. 
Več evropskih poslancev je vložilo pobudo za izenačitev komunističnih simbolov z nacističnimi in fašističnimi, vendar pobuda ni bila sprejeta zaradi razhajanj mnenj o tem.

### Navedbe
1. 1 2 3 4 5 6 7  Ball, Terence; Dagger, Richard, ur. (2019) [1999]. »Communism«. Encyclopædia Britannica (revised izd.). Pridobljeno 10. junija 2020.
2. ↑  »Communism«. World Book Encyclopedia. Zv. 4. Chicago: World Book. 2008. str. 890. ISBN 978-0-7166-0108-1.
3. ↑  Ely, Richard T (1883). French and German socialism in modern times (v angleščini). New York: Harper & Brothers. str. 35–36. OCLC 456632. All communists without exception propose that the people as a whole, or some particular division of the people, as a village or commune, should own all the means of production—land, houses, factories, railroads, canals, etc.; that production should be carried on in common; and that officers, selected in one way or another, should distribute among the inhabitants the fruits of their labor.
4. ↑  Steele (1992), str. 43: "One widespread distinction was that socialism socialised production only while communism socialised production and consumption."
5. ↑  Bukharin, Nikolai; Preobrazhensky, Yevgeni (1922) [1920]. »Distribution in the communist system« (PDF). The ABC of Communism. Prevod: Paul, Cedar; Paul, Eden. London, England: Communist Party of Great Britain. str. 72–73, § 20. Pridobljeno 18. avgusta 2021 – prek Marxists Internet Archive.
6. ↑  Engels, Friedrich (2005) [1847]. »Section 18: What will be the course of this revolution?«. Principles of Communism. Prevod: Sweezy, Paul. Pridobljeno 18. avgusta 2021 – prek Marxists Internet Archive. Finally, when all capital, all production, all exchange have been brought together in the hands of the nation, private property will disappear of its own accord, money will become superfluous, and production will so expand and man so change that society will be able to slough off whatever of its old economic habits may remain.
7. ↑  Bukharin, Nikolai; Preobrazhensky, Yevgeni (1922) [1920]. »Administrtion in the communist system« (PDF). The ABC of Communism. Prevod: Paul, Cedar; Paul, Eden. London, England: Communist Party of Great Britain. str. 73–75, § 21. Pridobljeno 18. avgusta 2021 – prek Marxists Internet Archive.
8. ↑  Kurian, George, ur. (2011). »Withering Away of the State«. The Encyclopedia of Political Science. Washington, D.C.: CQ Press. doi:10.4135/9781608712434. ISBN 978-1-933116-44-0. Pridobljeno 3. januarja 2016 – prek SAGE Knowledge.
9. ↑  »Communism - Non-Marxian communism«. www.britannica.com (v angleščini). Pridobljeno 13. maja 2022.
10. ↑  Kinna, Ruth (2012).  Berry, Dave; Kinna, Ruth; Pinta, Saku; Prichard, Alex (ur.). Libertarian Socialism: Politics in Black and Red. London: Palgrave Macmillan. str. 1–34. ISBN 9781137284754.
11. ↑  March, Luke (2009). »Contemporary Far Left Parties in Europe: From Marxism to the Mainstream?« (PDF). IPG. 1: 126–143 – prek Friedrich Ebert Foundation.
12. ↑  George & Wilcox 1996, str. 95
"The far left in America consists principally of people who believe in some form of Marxism-Leninism, i.e., some form of Communism. A small minority of extreme leftists adhere to "pure" Marxism or collectivist anarchism. Most far leftists scorn reforms (except as a short-term tactic), and instead aim for the complete overthrow of the capitalist system including the U.S. government."
13. ↑  »Left«. Encyclopædia Britannica. 15. april 2009. Pridobljeno 22. maja 2022. ... communism is a more radical leftist ideology.
14. ↑  »Radical left«. Dictionary.com. Pridobljeno 16. julija 2022. Radical left is a term that refers collectively to people who hold left-wing political views that are considered extreme, such as supporting or working to establish communism, Marxism, Maoism, socialism, anarchism, or other forms of anticapitalism. The radical left is sometimes called the far left.
15. ↑  March, Luke (2009). »Contemporary Far Left Parties in Europe: From Marxism to the Mainstream?« (PDF). IPG. 1: 126 – prek Friedrich Ebert Foundation. The far left is becoming the principal challenge to mainstream social democratic parties, in large part because its main parties are no longer extreme, but present themselves as defending the values and policies that social democrats have allegedly abandoned.
16. ↑  March, Luke (2012). Radical Left Parties in Europe (E-book izd.). London: Routledge. str. 1724. ISBN 978-1-136-57897-7. Pridobljeno 19. novembra 2021 – prek Google Books.[mrtva povezava]
17. ↑  Cosseron, Serge (2007). Dictionnaire de l'extrême gauche [Dictionary of the far left] (v francoščini) (paperback izd.). Paris: Larousse. str. 20. ISBN 978-2-035-82620-6. Pridobljeno 19. novembra 2021 – prek Google Books.
18. ↑  March, Luke (2009). »Contemporary Far Left Parties in Europe: From Marxism to the Mainstream?« (PDF). IPG. 1: 129 – prek Friedrich Ebert Foundation.
19. ↑  March, Luke (2012). Radical Left Parties in Europe (E-book izd.). London: Routledge. ISBN 978-1-136-57897-7. Pridobljeno 19. novembra 2021 – prek Google Books.[mrtva povezava]
20. ↑  March, Luke (september 2012). »Problems and Perspectives of Contemporary European Radical Left Parties: Chasing a Lost World or Still a World to Win?«. International Critical Thought. London: Routledge. 2 (3): 314–339. doi:10.1080/21598282.2012.706777. ISSN 2159-8312. S2CID 154948426.{{navedi časopis}}:  Vzdrževanje CS1: samodejni prevod datuma (povezava)
21. ↑  Engels, Friedrich; Marx, Karl (1969) [1848]. »Bourgeois and Proletarians«. The Communist Manifesto. Marx/Engels Selected Works. Zv. 1. Prevod: Moore, Samuel. Moscow: Progress Publishers. str. 98–137. Pridobljeno 1. marca 2022 – prek Marxists Internet Archive.
22. ↑  Newman 2005; Morgan 2015.
23. ↑  Engels, Friedrich; Marx, Karl (1969) [1848]. »Bourgeois and Proletarians«. The Communist Manifesto. Prevod: Moore, Samuel. Moscow: Progress Publishers. Pridobljeno 1. marca 2022 – prek Marxists Internet Archive. In this sense, the theory of the Communists may be summed up in the single sentence: Abolition of private property.
24. ↑  Smith, Stephen (2014). The Oxford Handbook of the History of Communism. Oxford, England: Oxford University Press. str. 3.
25. ↑  Darity, William A. Jr., ur. (2008). »Communism«. International Encyclopedia of the Social Sciences. Zv. 2 (2. izd.). New York City, New York: Macmillan Reference USA. str. 35–36. ISBN 9780028661179.
26. ↑  Newman 2005, str. 5: "Chapter 1 looks at the foundations of the doctrine by examining the contribution made by various traditions of socialism in the period between the early 19th century and the aftermath of the First World War. The two forms that emerged as dominant by the early 1920s were social democracy and communism."
27. ↑  »Communism«. Encarta. Arhivirano iz prvotnega spletišča dne 29. januarja 2009. Pridobljeno 15. junija 2023.
28. ↑  Dunn, Dennis (2016). A History of Orthodox, Islamic, and Western Christian Political Values. Basingstoke: Palgrave-Macmillan. str. 126–131. ISBN 978-3319325668.
29. ↑  Frenkiel, Émilie; Shaoguang, Wang (15. julij 2009). »Political change and democracy in China« (PDF). Laviedesidees.fr. Arhivirano (PDF) iz spletišča dne 9. septembra 2017. Pridobljeno 13. januarja 2023.
30. ↑  Dae-Kyu, Yoon (2003). »The Constitution of North Korea: Its Changes and Implications«. Fordham International Law Journal. 27 (4): 1289–1305. Arhivirano iz spletišča dne 24. februarja 2021. Pridobljeno 10. avgusta 2020.
31. ↑  Park, Seong-Woo (23. september 2009). »Bug gaejeong heonbeob 'seongunsasang' cheos myeong-gi« 북 개정 헌법 '선군사상' 첫 명기 [First stipulation of the 'Seongun Thought' of the North Korean Constitution] (v korejščini). Radio Free Asia. Arhivirano iz spletišča dne 17. maja 2021. Pridobljeno 10. avgusta 2020.
32. ↑  Seth, Michael J. (2019). A Concise History of Modern Korea: From the Late Nineteenth Century to the Present. Rowman & Littlefield. str. 159. ISBN 9781538129050. Arhivirano iz spletišča dne 6. februarja 2021. Pridobljeno 11. septembra 2020.
33. ↑  Fisher, Max (6. januar 2016). »The single most important fact for understanding North Korea«. Vox. Arhivirano iz spletišča dne 6. marca 2021. Pridobljeno 11. septembra 2020.
34. ↑  Worden, Robert L., ur. (2008). North Korea: A Country Study (PDF) (5th izd.). Washington, D. C.: Library of Congress. str. 206. ISBN 978-0-8444-1188-0. Arhivirano (PDF) iz spletišča dne 25. julija 2021. Pridobljeno 11. septembra 2020.
35. ↑  Schwekendiek, Daniel (2011). A Socioeconomic History of North Korea. Jefferson: McFarland & Company. str. 31. ISBN 978-0786463442.
36. ↑  Lansford 2007, str. ;9–24, 36–44.
37. ↑  Chomsky (1986); Howard & King (2001) harvp napaka: multiple targets (2×): CITEREFHowardKing2001 (pomoč); Fitzgibbons (2002)
38. ↑  Wolff, Richard D. (27. junij 2015). »Socialism Means Abolishing the Distinction Between Bosses and Employees«. Truthout. Arhivirano iz prvotnega spletišča dne 11. marca 2018. Pridobljeno 29. januarja 2020.
39. ↑  Ghodsee, Sehon & Dresser 2018.
40. ↑  Wheatcroft, Stephen G. (1999). »Victims of Stalinism and the Soviet Secret Police: The Comparability and Reliability of the Archival Data. Not the Last Word«. Europe-Asia Studies. 51 (2): 315–345. doi:10.1080/09668139999056. ISSN 0966-8136. JSTOR 153614.
41. ↑  Wheatcroft, Stephen G. (2000). »The Scale and Nature of Stalinist Repression and Its Demographic Significance: On Comments by Keep and Conquest«. Europe-Asia Studies. 52 (6): 1143–1159. doi:10.1080/09668130050143860. ISSN 0966-8136. JSTOR 153593. PMID 19326595. S2CID 205667754.
42. 1 2  Lansford 2007, str. ;24–25.
43. ↑  Getty, J. Arch (22. januar 1987). »Starving the Ukraine«. The London Review of Books. Zv. 9, št. 2. str. 7–8. Pridobljeno 13. avgusta 2021.
44. ↑  Marples, David R. (Maj 2009). »Ethnic Issues in the Famine of 1932–1933 in Ukraine«. Europe-Asia Studies. 61 (3): 505–518. doi:10.1080/09668130902753325. JSTOR 27752256. S2CID 67783643.
45. ↑  Davies, Sarah; Harris, James (2005). »Joseph Stalin: Power and Ideas«. Stalin: A New History. Cambridge: Cambridge University Press. str. 3–5. ISBN 978-1-139-44663-1.
46. ↑  Ellman, Michael (2002). »Soviet Repression Statistics: Some Comments« (PDF). Europe-Asia Studies. 54 (7): 1172. doi:10.1080/0966813022000017177. S2CID 43510161. Arhivirano iz prvotnega spletišča (PDF) dne 25. maja 2019. Pridobljeno 28. oktobra 2022.
47. 1 2
48. ↑  Hoffman, Stanley (Spring 1998). »Le Livre noir du communisme: Crimes, terreur, répression (The Black Book of Communism: Crimes, Terror, and Repression) by Stéphane Courtois«. Foreign Policy. 110 (Special Edition: Frontiers of Knowledge): 166–169. doi:10.2307/1149284. JSTOR 1149284.
49. ↑  Rosefielde, Steven (2010). Red Holocaust. London: Routledge. str. xvi. ISBN 978-0-415-77757-5.
50. ↑  Suny, Ronald Grigor (2007). »Russian Terror/ism and Revisionist Historiography«. Australian Journal of Politics & History. 53 (1): 5–19. doi:10.1111/j.1467-8497.2007.00439.x. ... [leaves out] most of the 40-60,000,000 lives lost in the Second World War, for which arguably Hitler and not Stalin was principally responsible.
51. ↑  Getty, J. Arch; Rittersporn, Gábor; Zemskov, Viktor (Oktober 1993). »Victims of the Soviet Penal System in the Pre-War Years: A First Approach on the Basis of Archival Evidence« (PDF). American Historical Review. 98 (4): 1017–1049. doi:10.2307/2166597. JSTOR 2166597. Pridobljeno 17. avgusta 2021 – prek Soviet Studies.
52. ↑  Wheatcroft, Stephen G. (Marec 1999). »Victims of Stalinism and the Soviet Secret Police: The Comparability and Reliability of the Archival Data. Not the Last Word« (PDF). Europe-Asia Studies. 51 (2): 340–342. doi:10.1080/09668139999056. JSTOR 153614. Pridobljeno 17. avgusta 2021 – prek Soviet Studies.
53. ↑  Snyder, Timothy (27. januar 2011). »Hitler vs. Stalin: Who Was Worse?«. The New York Review of Books. Pridobljeno 17. avgusta 2021. See also p. 384 of Snyder's Bloodlands.
54. ↑  »Komunizem«. Etimološki slovar. ISJFR ZRC SAZU. Pridobljeno 31. oktobra 2022.
55. 1 2  Harper, Douglas (2020). »Communist«. Online Etymology Dictionary. Pridobljeno 15. avgusta 2021.
56. 1 2 3
57. ↑  Morris, Emily (8. marec 2021). »Does communism work? If so, why not«. Culture Online. University College London. Pridobljeno 13. avgusta 2021.
58. ↑  Grandjonc, Jacques [v nemščina] (1983). »Quelques dates à propos des termes communiste et communisme« [Some dates on the terms communist and communism]. Mots (v francoščini). 7 (1): 143–148. doi:10.3406/mots.1983.1122.
59. ↑  Hodges, Donald C. (1. februar 2014). Sandino's Communism: Spiritual Politics for the Twenty-First Century. University of Texas Press. str. 7. ISBN 978-0-292-71564-6.
60. ↑  Nancy, Jean-Luc (1992). »Communism, the Word« (PDF). Commoning Times. Pridobljeno 11. julija 2019.
61. 1 2  Williams, Raymond (1985) [1976]. »Socialism«. Keywords: A Vocabulary of Culture and Society (revised izd.). New York: Oxford University Press. str. 289. ISBN 978-0-1952-0469-8. OCLC 1035920683. The decisive distinction between socialist and communist, as in one sense these terms are now ordinarily used, came with the renaming, in 1918, of the Russian Social-Democratic Labour Party (Bolsheviks) as the All-Russian Communist Party (Bolsheviks). From that time on, a distinction of socialist from communist, often with supporting definitions such as social democrat or democratic socialist, became widely current, although it is significant that all communist parties, in line with earlier usage, continued to describe themselves as socialist and dedicated to socialism.
62. ↑  Gregory, Paul R.; Stuart, Robert C. (2003). Comparing Economic Systems in the Twenty-First (7 izd.). South-Western College Pub. str. 118. ISBN 0-618-26181-8. Under socialism, each individual would be expected to contribute according to capability, and rewards would be distributed in proportion to that contribution. Subsequently, under communism, the basis of reward would be need.
63. ↑  Ely, Richard T. (1883). French and German socialism in modern times (v angleščini). New York: Harper & Brothers. str. 29–30. OCLC 456632. The central idea of communism is economic equality. It is desired by communists that all ranks and differences in society should disappear, and one man be as good as another... The distinctive idea of socialism is distributive justice. It goes back of the processes of modern life to the fact that he who does not work, lives on the labor of others. It aims to distribute economic goods according to the services rendered by the recipients... Every communist is a socialist, and something more. Not every socialist is a communist.
64. ↑  Steele (1992), str. ;44–45: "By 1888, the term 'socialism' was in general use among Marxists, who had dropped 'communism', now considered an old fashioned term meaning the same as 'socialism'. ... At the turn of the century, Marxists called themselves socialists. ... The definition of socialism and communism as successive stages was introduced into Marxist theory by Lenin in 1917 ..., the new distinction was helpful to Lenin in defending his party against the traditional Marxist criticism that Russia was too backward for a socialist revolution."
65. ↑  Busky, Donald F. (2000). Democratic Socialism: A Global Survey. Santa Barbara, California: Praeger. str. 9. ISBN 978-0-275-96886-1. In a modern sense of the word, communism refers to the ideology of Marxism-Leninism.
66. ↑  Williams, Raymond (1985) [1976]. »Socialism«. Keywords: A Vocabulary of Culture and Society (revised izd.). New York: Oxford University Press. ISBN 978-0-1952-0469-8.
67. ↑  Engels, Friedrich (2002) [1888]. Preface to the 1888 English Edition of the Communist Manifesto. Penguin. str. 202.
68. ↑  Todorova, Maria (2020). The Lost World of Socialists at Europe's Margins: Imagining Utopia, 1870s–1920s (hardcover izd.). London: Bloomsbury Academic. ISBN 9781350150331.
69. ↑  Gildea, Robert (2000). »1848 in European Collective Memory«.  V Evans, Robert John Weston; Strandmann, Hartmut Pogge (ur.). The Revolutions in Europe, 1848–1849: From Reform to Reaction (hardcover izd.). Oxford: Oxford University Press. str. 207–235. ISBN 9780198208402.
70. ↑  Hudis, Peter (10. september 2018). »Marx's Concept of Socialism«.  V Hudis, Peter; Vidal, Matt; Smith, Tony; Rotta, Tomás; Prew, Paul (ur.). The Oxford Handbook of Karl Marx. Oxford University Press. doi:10.1093/oxfordhb/9780190695545.001.0001. ISBN 978-0-19-069554-5.
71. ↑  Busky, Donald F. (2000). Democratic Socialism: A Global Survey. Santa Barbara, California: Praeger. str. 6–8. ISBN 978-0-275-96886-1. In a modern sense of the word, communism refers to the ideology of Marxism–Leninism. ... [T]he adjective democratic is added by democratic socialists to attempt to distinguish themselves from Communists who also call themselves socialists. All but communists, or more accurately, Marxist–Leninists, believe that modern-day communism is highly undemocratic and totalitarian in practice, and democratic socialists wish to emphasise by their name that they disagree strongly with the Marxist–Leninist brand of socialism.
72. ↑  »Communism«. The Columbia Encyclopedia (6th izd.). 2007.
73. ↑  Walker, Rachel (april 1989). »Marxism–Leninism as Discourse: The Politics of the Empty Signifier and the Double Bind«. British Journal of Political Science. Cambridge University Press. 19 (2): 161–189. doi:10.1017/S0007123400005421. JSTOR 193712. S2CID 145755330.{{navedi časopis}}:  Vzdrževanje CS1: samodejni prevod datuma (povezava)
74. ↑  Malia, Martin (Fall 2002). »Judging Nazism and Communism«. The National Interest. Center for the National Interest (69): 63–78. JSTOR 42895560.
75. ↑  Wilczynski (2008), str. 21; Steele (1999), str. 45: "Among Western journalists the term 'Communist' came to refer exclusively to regimes and movements associated with the Communist International and its offspring: regimes which insisted that they were not communist but socialist, and movements which were barely communist in any sense at all."; Rosser & Barkley (2003), str. 14; Williams (1983), str. 289
76. ↑  Nation, R. Craig (1992). Black Earth, Red Star: A History of Soviet Security Policy, 1917–1991. Cornell University Press. str. 85–86. ISBN 978-0801480072. Arhivirano iz prvotnega spletišča dne 1. avgusta 2019. Pridobljeno 19. decembra 2014 – prek Google Books.
77. ↑  Pipes, Richard (2001). Communism: A History. str. 3–5. ISBN 978-0-8129-6864-4.
78. ↑  Bostaph, Samuel (1994). »Communism, Sparta, and Plato«.  V Reisman, David A. (ur.). Economic Thought and Political Theory. Recent Economic Thought Series. Zv. 37 (hardcover izd.). Dordrecht: Springer. str. 1–36. doi:10.1007/978-94-011-1380-9_1. ISBN 9780792394334.
79. ↑  Franklin, A. Mildred (9. januar 1950). »Communism and Dictatorship in Ancient Greece and Rome«. The Classical Weekly. Baltimore, Maryland: Johns Hopkins University Press. 43 (6): 83–89. doi:10.2307/4342653. JSTOR 4342653.
80. ↑  Yarshater, Ehsan (1983). "Mazdakism". Archived from the original on 11 June 2008. Retrieved 10 June 2020. The Seleucid, Parthian and Sasanian Period. The Cambridge History of Iran. 3. Cambridge: Cambridge University Press. pp. 991–1024, especially p. 1019.
81. ↑  Ermak, Gennady (2019). Communism: The Great Misunderstanding. ISBN 978-1-7979-5738-8.
82. ↑  Janzen, Rod; Stanton, Max (2010). The Hutterites in North America (illustrated ed.). Baltimore: Johns Hopkins University Press. p. 17. ISBN 9780801899256.
83. ↑  Houlden, Leslie; Minard, Antone (2015). Jesus in History, Legend, Scripture, and Tradition: A World Encyclopedia: A World Encyclopedia. Santa Barbara: ABC-CLIO. str. 357. ISBN 9781610698047.
84. ↑  Halfin, Igal (2000). From Darkness to Light: Class, Consciousness, and Salvation in Revolutionary Russia. Pittsburgh, Pennsylvania: University of Pittsburgh Press. str. 46. ISBN 0822957043.
85. ↑  Surtz, Edward L. (Junij 1949). »Thomas More and Communism«. PMLA. Cambridge: Cambridge University Press. 64 (3): 549–564. doi:10.2307/459753. JSTOR 459753. S2CID 163924226.
86. ↑  Nandanwad, Nikita (13. december 2020). »Communism, virtue and the ideal commonwealth in Thomas More's Utopia«. Retrospect Journal. Edinburgh: Edinburgh University. Pridobljeno 18. avgusta 2021.
87. ↑  Papke, David (2016). »The Communisitic Inclinations of Sir Thomas More«. Utopia500 (7). Pridobljeno 18. avgusta 2021 – prek Scholarly Commons.
88. ↑  Bernstein 1895.
89. ↑  Elmen, Paul (september 1954). »The Theological Basis of Digger Communism«. Church History. Cambridge: Cambridge University Press. 23 (3): 207–218. doi:10.2307/3161310. JSTOR 3161310. S2CID 161700029.{{navedi časopis}}:  Vzdrževanje CS1: samodejni prevod datuma (povezava)
90. ↑  Juretic, George (april–junij 1974). »Digger no Millenarian: The Revolutionizing of Gerrard Winstanley«. Journal of the History of Ideas. Philadelfia, Pennsylvania: University of Pennsylvania Press. 36 (2): 263–280. doi:10.2307/2708927. JSTOR 2708927.{{navedi časopis}}:  Vzdrževanje CS1: samodejni prevod datuma (povezava)
91. ↑  Hammerton, J. A. Illustrated Encyclopaedia of World History Volume Eight. Mittal Publications. str. 4979. GGKEY:96Y16ZBCJ04.
92. ↑  Billington, James H. (2011). Fire in the Minds of Men: Origins of the Revolutionary Faith. Transaction Publishers. str. 71. ISBN 978-1-4128-1401-0. Pridobljeno 18. avgusta 2021 – prek Google Books.
93. ↑  "Communism" (2006). Encyclopædia Britannica. Encyclopædia Britannica Online.
94. 1 2
95. ↑  Hough, Jerry F.; Fainsod, Merle (1979) [1953]. How the Soviet Union is Governed. Cambridge and London: Harvard University Press. p. 81. ISBN 9780674410305.
96. ↑  Dowlah, Alex F.; Elliott, John E. (1997). The Life and Times of Soviet Socialism. Praeger. p. 18. ISBN 9780275956295.
97. ↑  Marples, David R. (2010). Russia in the Twentieth Century: The Quest for Stability. Routledge. p. 38. ISBN 9781408228227.
98. ↑  Wittfogel, Karl A. (Julij 1960). »The Marxist View of Russian Society and Revolution«. World Politics. Cambridge: Cambridge University Press. 12 (4): 487–508. doi:10.2307/2009334. JSTOR 2009334. S2CID 155515389. Quote at p. 493.
99. ↑  Edelman, Marc (1984). "Late Marx and the Russian Road: Marx and the 'Peripheries of Capitalism'". Monthly Review. 36 (December): 1–55. Retrieved 1 August 2021 – via Gale.
100. ↑  Faulkner, Neil (2017). A People's History of the Russian Revolution (PDF) (hardback izd.). London: Pluto Press. str. 34, 177. ISBN 9780745399041. Pridobljeno 18. avgusta 2021 – prek OAPEN.
101. ↑  White, Elizabeth (2010). The Socialist Alternative to Bolshevik Russia: The Socialist Revolutionary Party, 1921–39 (1. hardback izd.). London: Routledge. ISBN 9780415435840. Pridobljeno 18. avgusta 2021 – prek Google Books. Narodniki had opposed the often mechanistic determinism of Russian Marxism with the belief that non-economic factors such as the human will act as the motor of history. The SRs believed that the creative work of ordinary people through unions and cooperatives and the local government organs of a democratic state could bring about social transformation. ... They, along with free soviets, the cooperatives and the mir could have formed the popular basis for a devolved and democratic rule across the Russian state.
102. ↑  »Narodniks«. Encyclopedia of Marxism. Marxists Internet Archive. Pridobljeno 18. avgusta 2021.
103. ↑  Holmes 2009, p. 18.
104. 1 2  Dando, William A. (Junij 1966). »A Map of the Election to the Russian Constituent Assembly of 1917«. Slavic Review. 25 (2): 314–319. doi:10.2307/2492782. ISSN 0037-6779. JSTOR 2492782. S2CID 156132823.
105. ↑  White, Elizabeth (2010). The Socialist Alternative to Bolshevik Russia: The Socialist Revolutionary Party, 1921–39 (1. hardback izd.). London: Routledge. ISBN 9780415435840. Pridobljeno 18. avgusta 2021 – prek Google Books.
106. ↑  Franks, Benjamin (Maj 2012). »Between Anarchism and Marxism: The Beginnings and Ends of the Schism«. Journal of Political Ideologies. 17 (2): 202–227. doi:10.1080/13569317.2012.676867. ISSN 1356-9317. S2CID 145419232.
107. ↑  Howard, M. C.; King, J. E. (2001). »State Capitalism' in the Soviet Union« (PDF). History of Economics Review. 34 (1): 110–126. doi:10.1080/10370196.2001.11733360. S2CID 42809979. Arhivirano iz prvotnega spletišča (PDF) dne 28. julija 2019. Pridobljeno 28. oktobra 2022.
108. ↑  Wilhelm, John Howard (1985). »The Soviet Union Has an Administered, Not a Planned, Economy«. Soviet Studies. 37 (1): 118–30. doi:10.1080/09668138508411571.
109. ↑  Gregory, Paul Roderick (2004). The Political Economy of Stalinism. Cambridge: Cambridge University Press. doi:10.1017/CBO9780511615856. ISBN 978-0-511-61585-6. Pridobljeno 12. avgusta 2021 – prek Hoover Institution. 'Although Stalin was the system's prime architect, the system was managed by thousands of 'Stalins' in a nested dictatorship,' Gregory writes. 'This study pinpoints the reasons for the failure of the system—poor planning, unreliable supplies, the preferential treatment of indigenous enterprises, the lack of knowledge of planners, etc.—but also focuses on the basic principal agent conflict between planners and producers, which created a sixty-year reform stalemate.'
110. ↑  Ellman, Michael (2007). »The Rise and Fall of Socialist Planning«.  V Estrin, Saul; Kołodko, Grzegorz W.; Uvalić, Milica (ur.). Transition and Beyond: Essays in Honour of Mario Nuti. London: Palgrave Macmillan. str. 22. ISBN 978-0-230-54697-4. In the USSR in the late 1980s the system was normally referred to as the 'administrative-command' economy. What was fundamental to this system was not the plan but the role of administrative hierarchies at all levels of decision making; the absence of control over decision making by the population ... .
111. ↑  Bockman, Johanna (2011). Markets in the name of Socialism: The Left-Wing origins of Neoliberalism. Stanford University Press. str. 20. ISBN 978-0-8047-7566-3. According to nineteenth-century socialist views, socialism would function without capitalist economic categories – such as money, prices, interest, profits and rent – and thus would function according to laws other than those described by current economic science. While some socialists recognized the need for money and prices at least during the transition from capitalism to socialism, socialists more commonly believed that the socialist economy would soon administratively mobilize the economy in physical units without the use of prices or money.
112. ↑  Bland, Bill (1995) [1980]. "The Restoration of Capitalism in the Soviet Union". Revolutionary Democracy Journal. Retrieved 16 February 2020.
113. ↑  Bland, Bill (1997). Class Struggles in China (revised ed.). London. Retrieved 16 February 2020.
114. ↑  Smith, S. A. (2014). The Oxford Handbook of the History of Communism. Oxford University Press. str. 126. ISBN 9780191667527. The 1936 Constitution described the Soviet Union for the first time as a 'socialist society', rhetorically fulfilling the aim of building socialism in one country, as Stalin had promised.
115. 1 2  Peters, John E. (1998). »Book Reviews: The Life and Times of Soviet Socialism«. Journal of Economic Issues. 32 (4): 1203–1206. doi:10.1080/00213624.1998.11506129.
116. ↑  Himmer, Robert (1994). »The Transition from War Communism to the New Economic Policy: An Analysis of Stalin's Views«. The Russian Review. 53 (4): 515–529. doi:10.2307/130963. JSTOR 130963.
117. 1 2  Davies, Norman (2001). »Communism«.  V Dear, I. C. B.; Foot, M. R. D. (ur.). The Oxford Companion to World War II. Oxford University Press.
118. ↑  Sedov, Lev (1980). The Red Book on the Moscow Trial: Documents. New York: New Park Publications. ISBN 0-86151-015-1 – prek Marxists Internet Archive.
119. 1 2  Gorlizki, Yoram (2004). Cold peace: Stalin and the Soviet ruling circle, 1945-1953. O. V. Khlevni︠u︡k. Oxford: Oxford University Press. ISBN 978-0-19-534735-7. OCLC 57589785.
120. ↑  Gaddis, John Lewis (2006). The Cold War: A New History. Penguin Books.
121. ↑  McDermott, Kevin (2006). Stalin: Revolutionary in an Era of War. Basingstoke and New York: Palgrave Macmillan. str. 1. ISBN 978-0-333-71122-4.
122. ↑  Brown 2009, str. ;179–193.
123. ↑  Gittings, John (2006). The Changing Face of China: From Mao to Market. Oxford University Press. str. 40. ISBN 9780191622373.
124. ↑  Luthi, Lorenz M. (2010). The Sino-Soviet Split: Cold War in the Communist World. Princeton University Press. ISBN 978-1400837625.
125. ↑  Brown 2009, str. ;316–332.
126. ↑  Perkins, Dwight Heald (1984). China's economic policy and performance during the Cultural Revolution and its aftermath. Harvard Institute for International Development. str. 12.
127. ↑  Vogel, Ezra F. (2011). Deng Xiaoping and the Transformation of China. Harvard University Press. str. 40–42.
128. ↑  Brown 2009.
129. ↑  Johnson, Ian (5. februar 2018). »Who Killed More: Hitler, Stalin, or Mao?«. The New York Review of Books. Arhivirano iz spletišča dne 5. februarja 2018. Pridobljeno 18. julija 2020.
130. ↑  Fenby, Jonathan (2008). Modern China: The Fall and Rise of a Great Power, 1850 to the Present. Penguin Group. str. 351. ISBN 978-0061661167.
131. ↑  Schram, Stuart (Marec 2007). »Mao: The Unknown Story«. The China Quarterly (189): 205. doi:10.1017/s030574100600107x. S2CID 154814055.
132. ↑  Evangelista, Matthew A. (2005). Peace Studies: Critical Concepts in Political Science. Taylor & Francis. str. 96. ISBN 978-0415339230 – prek Google Books.
133. ↑  Bottelier, Pieter (2018). Economic Policy Making In China (1949–2016): The Role of Economists. Routledge. str. 131. ISBN 978-1351393812 – prek Google Books. We should remember, however, that Mao also did wonderful things for China; apart from reuniting the country, he restored a sense of natural pride, greatly improved women's rights, basic healthcare and primary education, ended opium abuse, simplified Chinese characters, developed pinyin and promoted its use for teaching purposes.
134. ↑  Pantsov, Alexander V.; Levine, Steven I. (2013). Mao: The Real Story. Simon & Schuster. str. 574. ISBN 978-1451654486.
135. ↑  Galtung, Marte Kjær; Stenslie, Stig (2014). 49 Myths about China. Rowman & Littlefield. str. 189. ISBN 978-1442236226.
136. ↑  Babiarz, Kimberly Singer; Eggleston, Karen;  in sod. (2015). »An exploration of China's mortality decline under Mao: A provincial analysis, 1950–80«. Population Studies. 69 (1): 39–56. doi:10.1080/00324728.2014.972432. PMC 4331212. PMID 25495509. China's growth in life expectancy at birth from 35–40 years in 1949 to 65.5 years in 1980 is among the most rapid sustained increases in documented global history.
137. ↑  Ivančič, Miloš. (2018). Fašizem za butalce. Koper: Združenje protifašistov, borcev za vrednote NOB in veteranov. ISBN 978-961-6681-58-2. OCLC 1051726299.
138. ↑  Krščanstvo in komunizem
139. ↑  Lenin, V.I. (1965) [1905]. »Socialism and Religion«. Lenin Collected Works. Zv. 10. Moscow: Progress Publishers. str. 83–87 – prek www.marxists.org.
140. ↑  »Constitution of Albania« (PDF). Arhivirano iz prvotnega spletišča (PDF) dne 7. marca 2010. Pridobljeno 29. decembra 2012.
141. ↑  Resolucija parlamenta EU: Evropska zavest in totalitarizem, 2. april 2009
142. ↑  Dolenjski List
143. ↑  Družina: Komunizem še čaka na obsodbo
144. ↑  Dr. Jože Pirjevec: Tito se je kesal zaradi Golega otoka, na katerem so končali "tovariši", Intervju, Dnevnik, 27.08.2011
145. ↑  EU: Predlog enačitve simbolov